# Brouk a Babka (Letná)
Obchodní dům Brouk a Babka na Letné je bývalý obchodní dům v Praze 7 v ulici Milady Horákové (původně Belcrediho).

## Historie
Roku 1908 se Jaroslav Brouk (* 1884) osamostatnil a v Holešovicích otevřel koloniál. Jako obchodního partnera přizval svého přítele ze školy Josefa Babku a spolu založili obchodní společnost Brouk a Babka.
Zpočátku se v obchodě prodávalo pouze koloniální zboží se specializací na čaj a kávu. Kvůli snaze rozšířit povědomí o firmě vynakládali velké částky na reklamu; první rok skončil sice zvýšením obratu, ale také ztrátou.
Josef Babka roku 1910 ze společnosti vystoupil a odešel zpět do Klatov, kde si otevřel vlastní obchod. Po dohodě obou společníků zůstal firmě její původní název. Téhož roku dosáhl holešovický koloniál ziskovosti a firma otevřela nové prodejny s textiliemi a galanterií.
K roku 1914 podnik zaměstnával okolo 30 lidí a pracovala v něm i manželka majitele Josefa Brouková. Firma koupila dům na Belcrediho třídě na Letné, ve kterém plánovala vybudovat moderní obchodní dům podle vzoru evropských obchodních domů. S přestavbou začala ihned po skončení 1. světové války. Roku 1919 přestavovala a rozšiřovala svůj obchod za provozu, roku 1925 přikoupila protilehlý činžovní dům ve Veletržní ulici (č.p. 820/73) a dvůr mezi oběma domy dala zastřešit a proměnit v prodejní dvoranu. Pro vystěhované nájemníky z tohoto domu Jaroslav Brouk koupil a dostavěl sousední rozestavěný dům, ve kterém pak bydlel s rodinou ve služebním bytě.
Letenský obchod ležel mimo centrum Prahy. Byl výjimečný, prodávalo se zde vše – od potravin přes textil, kamna, moderní domácí spotřebiče, hudební nástroje i motorky. Jednotlivá patra byla propojena výtahy, prostory měly ústřední topení a větrání, personál měl k dispozici zázemí se šatnami a dům disponoval vlastním elektrickým transformátorem.
Později společnost koupila dům V Zátiší 8 (Haškova), kde zřídila prodejnu motocyklů a velocipédů. Roku 1928 si pronajala rozsáhlé prostory ve Veletržním paláci.

### Popis
Starší třípatrovou stavbu dala firma roku 1938 upravit architektem Janem Gillarem. Jednoduché průčelí bylo doplněno dvojicí postranních rizalitů s nízkými kvaziklasicistními štíty.

### Po roce 1948
Po znárodnění firmy v roce 1948 byl obchodní dům přejmenován na Obchodní dům Letná.

### Zajímavosti
Jaroslav Brouk je zachycen na jediném filmu při slavnostním otevření letenského obchodního domu.